# Lins (kommun)
Lins är en kommun i Brasilien.   Den ligger i delstaten São Paulo, i den södra delen av landet, 700 km söder om huvudstaden Brasília. Antalet invånare är 71 493.
Följande samhällen finns i Lins:
- Lins

Omgivningarna runt Lins är huvudsakligen savann. Runt Lins är det ganska glesbefolkat, med 26 invånare per kvadratkilometer.